# Helixanthera woodii
Helixanthera woodii là một loài thực vật có hoa trong họ Loranthaceae. Loài này được (Schltr. & K. Krause) Danser mô tả khoa học đầu tiên năm 1933.